# Habenaria sylvicultrix
Habenaria sylvicultrix är en orkidéart som beskrevs av John Lindley och Friedrich Fritz Wilhelm Ludwig Kraenzlin. Habenaria sylvicultrix ingår i släktet Habenaria och familjen orkidéer. Inga underarter finns listade i Catalogue of Life.